# Interlingua (IALA)
L'interlingua è una lingua ausiliaria internazionale nata attorno al 1951 dopo più di 15 anni di studi linguistici per opera della International Auxiliary Language Association (IALA).
L'interlingua (o neolatino) ha un lessico dall'aspetto particolarmente naturale, in quanto ottenuto dal confronto dei vocabolari delle cinque principali lingue romanze: italiano, spagnolo, portoghese, rumeno e francese. A queste lingue si aggiunge l'apporto del tedesco e del russo, i cui lessici sono considerati nei casi in cui quelli delle cinque lingue principali siano discordanti fra loro.
Si ritiene che l'interlingua si possa apprendere facilmente nel giro di quattro mesi. La sua particolarità è quella di essere l'esempio più riuscito di lingua artificiale a posteriori, ovvero strutturata su un lessico già internazionale e una grammatica comune ad altre lingue naturali, risultando comprensibile a tutti coloro che parlano una lingua romanza o, in larga misura, l'inglese.
È una delle lingue ausiliarie artificiali più parlate al mondo, dopo l'esperanto.

## Etimologia
La parola interlingua viene dal latino inter, prefisso che indica i valori di relazione o collegamento, e lingua.

## Fondamento

Una delle bandiere proposte per l'interlingua, disegnata da Karel Podrazil

Il dominio storico della lingua greca e di quella latina hanno portato a un grande lessico comune alle lingue occidentali, che, armonizzato in una struttura linguistica coerente, è diventato quello dell'interlingua. Le lingue su cui si basa, definite lingue di controllo, sono l'inglese, l'italiano, il francese, lo spagnolo, il portoghese e il romeno. Russo e tedesco sono invece lingue di riferimento secondario. In linea di massima una parola, per entrare nel lessico dell'interlingua, deve essere presente (con almeno un significato in comune) in tre delle lingue di controllo, oppure in due lingue di controllo e in una di riferimento secondario.
A differenza dell'esperanto, e della maggior parte delle altre lingue artificiali, l'interlingua pone una grande enfasi sulla somiglianza alle lingue su cui è basata. Questa tipologia di lingua ausiliaria internazionale è definita lingua a posteriori di tipo naturalistico.

## Storia

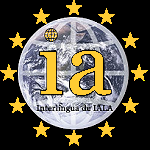
Logo dell'Interlingua

Nel 1924 l'ereditiera statunitense Alice Vanderbilt Morris e suo marito Dave Hennen Morris fondano la International Auxiliary Language Association a New York, con lo scopo di studiare in maniera scientifica le lingue ausiliarie internazionali già esistenti. La IALA si focalizzò su tre attività principali: trovare altre associazioni con scopi simili nel mondo; creare una biblioteca sulle lingue e sull'interlinguistica; confrontare le lingue ausiliarie internazionali preesistenti (Esperanto, Esperanto II, Ido, Latino sine flexione, Novial, Occidental) con lo scopo di identificare e sponsorizzare la lingua ausiliare già disponibile più adatta alla comunicazione internazionale. Dopo dieci anni di ricerca, la IALA concluse che nessuno dei linguaggi esistenti era all'altezza del compito e così i membri dell'associazione decisero di creare una nuova lingua.
I primi passi per creare l'interlingua sono stati compiuti nel 1936 a Liverpool, ma il processo fu sospeso a causa dello scoppio della seconda guerra mondiale. Nel 1951 furono rilasciati la prima grammatica interlingua e un dizionario interlingua-inglese di 27.000 parole.
Oggi, dopo la dissoluzione della IALA nel 1956, il ruolo della promozione dell'interlingua è stato assunto dall'Union mundial pro interlingua.

## Fonologia
Le tabelle seguenti illustrano rispettivamente le consonanti e le vocali presenti in interlingua.
|               | Bilabiale | Bilabiale | Labiodentale | Labiodentale | Alveolare | Alveolare | Postalveolare | Postalveolare | Palatale | Palatale | Labiovelare | Labiovelare | Velare | Velare | Glottale | Glottale |
| ------------- | --------- | --------- | ------------ | ------------ | --------- | --------- | ------------- | ------------- | -------- | -------- | ----------- | ----------- | ------ | ------ | -------- | -------- |
| Occlusiva     | p         | b         |              |              | t         | d         |               |               |          |          |             |             | k      | g      |          |          |
| Nasale        |           | m         |              |              |           | n         |               |               |          |          |             |             |        |        |          |          |
| Monovibrante  |           |           |              |              |           | ɾ         |               |               |          |          |             |             |        |        |          |          |
| Fricativa     |           |           | f            | v            | s         | z         | ʃ             | ʒ             |          |          |             |             |        |        | h        |          |
| Affricata     |           |           |              |              | ts        |           |               |               |          |          |             |             |        |        |          |          |
| Approssimante |           |           |              |              |           |           |               |               |          | j        |             | w           |        |        |          |          |
| Laterale      |           |           |              |              |           | l         |               |               |          |          |             |             |        |        |          |          |

|            | Anteriore | Posteriore |
| ---------- | --------- | ---------- |
| Chiusa     | i         | u          |
| Semichiusa | e         | o          |
| Aperta     | a         |            |

## Descrizione

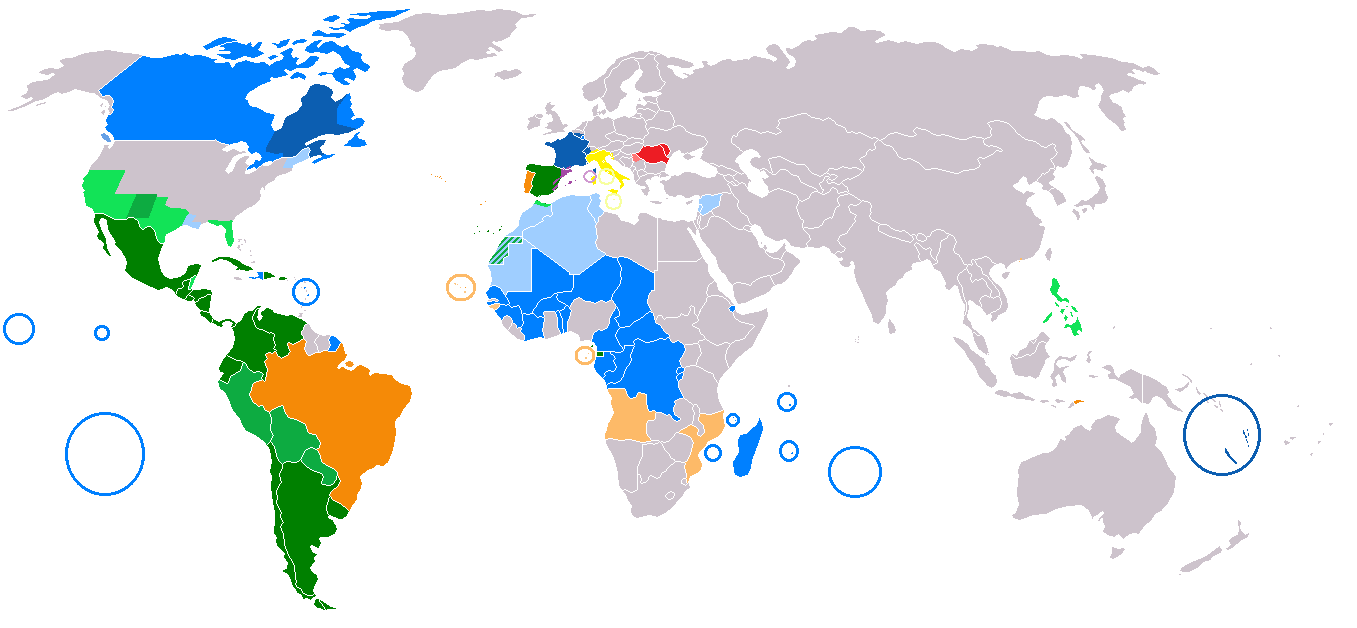
Le aree dove una lingua romanza è parlata comunemente sono colorate nella mappa. L'interlingua è comprensibile alla gran parte dei 600 milioni di abitanti di tali aree.

L'interlingua si può definire un euroclone: ha infatti una grammatica estremamente semplificata, ma nonostante ciò è perfettamente comprensibile a tutti i locutori di lingue romanze.
L'interlingua non segue strettamente la Regola di de Wahl: non sono visibili radici ben distinte nella parola, né perciò da essa sono ricavabili altre funzioni morfologiche. Di conseguenza, nome, verbo e aggettivo, pur se correlati lessicalmente, non sono reciprocamente ottenibili per mezzo di affissi, come avviene in esperanto.
Ad esempio:
homine (uomo) > human (umano)
Si può osservare come le parole risultino istintivamente conosciute, sebbene non siano derivate da un'unica radice che le renderebbe logicamente derivabili. Questo sembrerebbe essere uno dei principi base dell'interlingua, ovvero l'abbandono di quasi ogni pretesa logica a favore di una maggiore comprensibilità anche da parte di europei non-parlanti della lingua.

## Letteratura
All'inizio, l'Interlingua era usata principalmente per riassunti scientifici e libri per l'apprendimento delle lingue. Il suo creatore, Alexander Gode, non si aspettava che venisse utilizzata per molto altro.
Col tempo, apparvero opere più creative. Negli anni '60, Eric Ahlström tradusse e pubblicò racconti brevi in Interlingua. Sven Collberg, uno scrittore svedese, divenne uno degli autori più attivi, scrivendo e traducendo molte poesie e racconti.
Negli anni '70 e '80, vennero pubblicate altre opere originali e traduzioni, tra cui fiabe e poesie. Negli anni '90 furono realizzate anche traduzioni di autori classici come H.C. Andersen, Carlo Goldoni e John Bunyan.
Negli ultimi anni, nuovi autori come Vicente Costalago ed Eduardo Ortega hanno continuato a scrivere e tradurre opere letterarie in Interlingua, dimostrando che la lingua è ancora oggi utilizzata per la scrittura creativa.

## L'interlingua oggi
L'interlingua è promossa internazionalmente dall'Union mundial pro interlingua. Periodici e libri sono stampati da diverse organizzazioni nazionali, come la Societate american pro interlingua, la British Interlingua Society, la Svenska Sällskapet för Interlingua, e la Brazilian Union for Interlingua.
Non è certo quante persone conoscano attivamente l'interlingua. Come detto, l'interlingua è la lingua ausiliaria più comprensibile al mondo, data la sua prossimità con tutte le lingue romanze, ma il numero dei parlanti è inferiore a quello dell'esperanto. Il vantaggio più grande dell'interlingua è l'essere la lingua ausiliare più ampiamente comprensibile, grazie all'uso di un vocabolario e di una grammatica naturale (in opposizione a una schematica), permettendo a chiunque sia familiare con una lingua romanza, o a un buon conoscitore della lingua inglese, di leggere e capire l'interlingua senza alcuno studio necessario.
L'interlingua è parlata attivamente in tutti i continenti, specialmente in Sud America e nell'Europa del Nord e dell'Est, particolarmente in Scandinavia, in Russia e in Ucraina. In Africa è rappresentata ufficialmente nella Repubblica del Congo. Ci sono parecchie pagine in linea in interlingua, incluse edizioni di Wikipedia e Wikizionario, e un numero di periodici, incluso Panorama in Interlingua dell'Union mundial pro interlingua e riviste delle associazioni nazionali. L'interlingua è anche diffusa in diversi newsgroup Usenet, in particolare in Europa. Interlingua è presente anche su CD, radio e televisione. Negli anni recenti si sono visti esempi di interlingua in musica e cartoni animati.
L'interlingua è insegnata in scuole superiori e università, spesso come mezzo per l'apprendimento di altre lingue, presentando l'interlinguistica o introducendo il vocabolario internazionale. L'Università di Granada in Spagna, per esempio, offre un corso in interlingua in collaborazione con il Centro de Formación Continua. Ogni due anni, l'UMI organizza un convegno internazionale in una nazione diversa. Negli anni in cui non vi è un congresso internazionale, la Società Scandinava dell'Interlingua co-organizza un convegno in Svezia. Anche organizzazioni nazionali come l'Union brazilian pro interlingua tengono regolari convegni.

## Periodici in interlingua
- Panorama in Interlingua
- Confluentes
- Internovas
- Pro Biblia
- Actualitates - Interlingua i Norden
- Voce de Interlingua
- Interlingua Institute Report
- Unir
- Contacto - Super Interlingua
- Lingua e Vita
- Vias boreal
- Bibliographia de Interlingua
- Omnelingua

## Estratto
Articolo 1 della Dichiarazione universale dei diritti dell'uomo:
Tote le esseres human nasce libere e equal in dignitate e derectos. Illes es dotate de ration e de conscientia e debe ager le unes verso le alteres in spirito de fraternitate.
Il Padre Nostro:
Patre nostre, Qui es in celo,
que sia sanctificate Tu Nomine;
que veni Tu Regno;
que sia facite Tu Voluntate
in celo como etiam in terra.
Da nos hodie nostre pan quotidian,
e pardona a nos nostre debitas
como noi los pardona a nostre debitores,
e non expone nos al temptation,
sed libera nos del mal,
proque Tue es le regno, le potentia e le gloria
in le seculos del seculos. Amen.
Da un testo di Alexander Gode:
Interlingua se ha distaccate ab le movimento pro le disveloppamento e le introduction de un lingua universal pro tote le humanitate. Si o non on crede que un lingua pro tote le humanitate es possibile, si o non on crede que interlingua va devenir un tal lingua es totalmente indifferente ab le puncto de vista de interlingua mesme. Le sol facto que importa (ab le puncto de vista de interlingua mesme) es que interlingua, gratias a su ambition de reflecter le homogeneitate cultural e ergo linguistic del occidente, es capace de render servicios tangibile a iste precise momento del historia del mundo. Il es per su contributiones actual e non per le promissas de su adherentes que interlingua vole esser judicate.